# Macrostelini
Los macrostelinos (Macrostelini) son una tribu de hemípteros auquenorrincos de la familia Cicadellidae. Más de 300 spp. en ~40 géneros en el mundo. Algunas especies (género Macrosteles) son migratorias.
Una variedad de plantas hospederas, pero predominantemente pastos y juncos.

## Géneros
Hay 37 géneros:
- Aderganna Knight & Webb, 1993
- Afrosteles Theron, 1975
- Agelina Oman, 1938
- Alebranus Linnavuori, 1959
- Argaterma White, 1878
- Atlantocella Dlabola, 1982
- Balclutha Kirkaldy, 1900
- Baldulus Oman, 1934
- Balolina Knight & Webb, 1988
- Cicadabara Knight & Webb, 1993
- Cicadulella China, 1928
- Cicadulina China, 1926
- Cicaduloida Osborn, 1934
- Cortona Oman, 1938
- Coryphaelus Puton, 1886
- Dalbulus DeLong, 1950
- Davisonia Dorst, 1937
- Elrabonia Linnavuori, 1959
- Evinus Dlabola, 1977
- Kadrabolina Knight & Webb, 1993
- Macrosteles Fieber, 1866
- Marquesitettix Metcalf, 1952
- Masafuera Knight & Webb, 1993
- Nesoclutha Evans, 1947
- Nesolina Osborn, 1935
- Nesophyla Osborn, 1934
- Nesoriella Osborn, 1934
- Nyhimbricus Webb, 1986
- Paracicadula Osborn, 1934
- Sagatus Ribaut, 1948
- Sanctahelenia Dlabola, 1976
- Scaphoidulina Osborn, 1934
- Scaphosteles Knight & Webb, 1993
- Sonronius Dorst, 1937
- Stellena Theron, 1973
- Teyasteles Linnavuori, 1969
- Yamatotettix Matsumura, 1914}}